# Saint-Étienne-de-Boulogne
Saint-Étienne-de-Boulogne é uma comuna francesa na região administrativa de Auvérnia-Ródano-Alpes, no departamento de Ardèche. Estende-se por uma área de 14,97 km². Em 2010 a comuna tinha 416 habitantes (densidade: 27,8 hab./km²).